# Museo del Tesoro della Basilica di San Francesco
Das Museo del Tesoro della Basilica di San Francesco ist eine Sammlung sakraler Kunst, die in zwei Sälen des Nordpalastes des Sacro Convento in Assisi ausgestellt ist. Der Zugang erfolgt über das erste Stockwerk des Renaissance-Kreuzgangs von Sixtus IV. in der Nähe der Apsis der berühmten Basilika, in der sich die sterblichen Überreste des Poverello befinden. Seit 1986 beherbergt das Museum die Sammlung F. M. Perkins, die aus Werken besteht, die der amerikanische Kunstkritiker und Franziskaner des dritten Ordens, der im Oktober 1955 in Assisi verstarb, dem Orden der Minderen Brüder geschenkt hat.
Das Museum ist Mitglied der Associazione Musei Ecclesiastici Italiani (AMEI)s.

## Geschichte des Museums
1930, drei Jahre nach der Rückgabe der Basilika und des Sacro Convento an die Mönche, wurde der Schatz zum ersten Mal im Saal Pio XI. im Westpalast des Klosterkomplexes ausgestellt. Damit sollte der Teil des antiken Erbes aufgewertet werden, der die Zerstörungen, vor allem aber die napoleonischen Plünderungen (1798 wurden rund 390 Kilo Silber und andere wertvolle Einrichtungsgegenstände gestohlen) und die italienische Unterdrückung von 1866 überstanden hatte, als die Schatzkammer am Fuße des mächtigen Glockenturms bereits stark in Mitleidenschaft gezogen war.
Archivdokumente, insbesondere die alten Inventare der Sakristei (das erste stammt aus dem Jahr 1338), geben Aufschluss über die Entwicklung dieser Sammlung. Aber es gibt noch weitere Belege: So berichten die ersten Biographien des Heiligen, dass Gregor IX. 1230 anlässlich der Überführung des Leichnams von Franziskus in die neue, ihm geweihte Kirche „ein goldenes, mit Edelsteinen besetztes Kreuz mit einer Reliquie aus dem Holz des Kreuzes Christi“ geschenkt habe. Dazu kamen Ziergegenstände, liturgische Geräte und andere nützliche Gegenstände für den Altardienst, viele kostbare und prächtige sakrale Wandbehänge,
Diesen Schenkungen folgten viele weitere, sehr wertvolle, so dass ihre Verwaltung den Anhängern des Poverello einige Schwierigkeiten und vielleicht sogar Skrupel bereitet haben muss. Papst Innozenz IV. schaltete sich 1254 ein, um das Problem zu lösen: Mit seiner Bulle Dignum existimamus erkannte er den Brüdern die ausschließliche Nutzung der Güter zu und befreite sie damit von der Sorge um das Eigentum, das wie für den gesamten Heiligtumskomplex vom Apostolischen Stuhl selbst beansprucht wurde. Gleichzeitig wurde festgelegt, dass es absolut verboten war, dieses Erbe zu entfernen, zu beschlagnahmen oder zu veräußern. Diese Bestimmung wurde später von Papst Clemens X. im Jahre 1703 bestätigt.

## Standort
Es ist nicht unwichtig, die Ausstellung in den Kontext des monumentalen Komplexes der Basilika und des Sacro Convento zu stellen, dem ursprünglichen Ort, an dem der Schatz gesammelt wurde und für den einige Werke sogar geschaffen wurden. Die Räume, in denen das Museum heute untergebracht ist, gehören zu den ersten Gebäuden, die ab 1228 auf Geheiß von Gregor IX. für die Mönchsgemeinschaft errichtet wurden. Der Pontifex selbst, der den gesamten Komplex seiner direkten Gerichtsbarkeit unterstellt hatte, wohnte sicherlich für kurze Zeit in diesen Räumen.
1756 wurde der Saal über dem ehemaligen Dormitorium (der heutige Romanische Saal) stark neugotisch umgestaltet, so dass er heute den Namen „Gotischer Saal“ trägt. Dieser Saal beherbergt seit 1977 die Schatzkammer, während im angrenzenden Saal, dem so genannten Papstsaal (ehemaliger Sitz des Museums), dem so genannten Roten Saal, 1986 zum ersten Mal die Sammlung F. M. Perkins ausgestellt wurde.
In der zweiten Hälfte des 20. Jahrhunderts wurden dem Museum die 56 Gemälde und Skulpturen der Sammlung F.M. Perkins anvertraut, die Werke aus dem 14. bis 16. Jahrhundert umfasst, darunter – um nur einige zu nennen – der Heilige Franziskus von Fra Angelico, die Madonna mit Kind von Garofalo, zwei Tafeln von Giovanni di Paolo und drei von Pietro Lorenzetti, der Heilige Sebastian von Ortolano und der Heilige Christophorus von Sassetta.
Die heutige Anordnung der beiden Sammlungen geht auf das Jahr 2000 zurück, als das Museum nach den Schäden, die das Erdbeben im September 1997 an der Bausubstanz verursacht hatte, wiedereröffnet wurde.

## Werke

### Erster Saal (Der Gotische): die Schatzkammer
Trotz der Verarmung im Laufe seiner Geschichte ist das, was man heute noch von diesem historischen Schatz bewundern kann, von großem Interesse und lässt den ursprünglichen historischen und künstlerischen Reichtum dieser Sammlung erahnen, die bis zum Ende des 18. Jahrhunderts mehr oder weniger intakt blieb.
Die Sammlung besteht zum größten Teil aus Werken der sogenannten Kleinkunst, aber auch Gemälde und Skulpturen sind vertreten. Unter den aus der alten Schatzkammer geretteten Werken befinden sich bedeutende Zeugnisse aus den Anfängen der Sammlung und ihres internationalen Charakters: Werke französischen Ursprungs und französischer Provenienz (wie Handschriften), die um die Mitte des 13. Jahrhunderts in Paris illuminiert wurden, Goldschmiedearbeiten, darunter das schöne Reliquiar der Veste Inconsutile und das des Heiligen Dorns im Stil der klassischen Pariser Gotik aus der zweiten Hälfte des 13. Jahrhunderts, eine elegante Madonna mit Kind aus Elfenbein, ebenfalls im Stil der französischen Gotik aus dem 14. Jahrhundert, Flämisch (der Wandteppich von Sixtus IV. mit dem franziskanischen Baum und einige Elfenbeinarbeiten), Deutsch (die 1701 von Kaiser Leopold I. an Pater Vincenzo Coronelli geschenkte Uhr und einige österreichisch-salzburgische Goldschmiedearbeiten).
Die Goldschmiedekunst ist vorherrschend: Reliquienschreine unterschiedlicher Form, Herkunft, Datierung und Stilrichtung. Einige zeichnen sich durch ihre Einzigartigkeit aus, wie die des Heiligen Andreas (13. Jh.) und die der Heiligen Ursula (14. Jh.), die mit wunderschönem Gold und Graffitoglas verziert sind. Unter den Altargefäßen befinden sich zahlreiche Kelche aus verschiedenen Epochen, von denen der berühmteste sicherlich der silbervergoldete und emaillierte Kelch von Guccio di Mannaia ist, ein Geschenk von Nikolaus IV., dem ersten Franziskaner, der von 1288 bis 1292 auf dem Stuhl des Heiligen Petrus saß.
Die Ausstellung umfasst auch zwei seltene Seidentücher aus dem frühen 13. Jahrhundert aus palermitanischer Produktion, Werke venezianischer Glasmeister (ein Kristallkreuz mit Miniaturen aus der ersten Hälfte des 14. Jahrhunderts) und eine Reihe von Gemälden, darunter ein zweiseitiges Kreuz des Meisters der blauen Kruzifixe (zweite Hälfte des 13. Jahrhunderts) und zwei Altarbilder von Tiberio d’Assisi und Lo Spagna, die beide zwischen dem 15. und 16. Jahrhundert entstanden. Unter den Textilien verdient das prächtige Antependium aus florentinischer Fertigung, nach einem Antonio del Pollaiuolo zugeschriebenen Entwurf, der der Basilika vielleicht 1478 vom Franziskanerpapst Sixtus IV. anlässlich des 250. Jahrestags der Heiligsprechung des Heiligen Franziskus der Basilika schenkte, besondere Erwähnung.

#### Gemälde
- Hl. Franziskus und vier Wunder (zweites Drittel des 13. Jahrhunderts) vom Meister der Schatzkammer des Heiligen Franziskus[11]
- Kreuz (zweites Drittel des 13. Jahrhunderts), Tempera auf Tafel vom Meisters der blauen Kruzifixe oder der blauen Kreuze[12]
- Prophet Jesaja (drittes Viertel des 13. Jahrhunderts), Tempera auf Tafel vom Meister des Heiligen Franziskus[13]
- Der Schöpfer (letztes Viertel des 13. Jahrhunderts), vorbereitende Zeichnung (Sinopia), roter Ton auf Gips, Jacopo Torriti zugeschrieben[14]
- Der Heilige Martin, der den Mantel teilt (um 1317), Vorzeichnung (Sinopia), roter Ton auf Gips, von Simone Martini
- Die Jungfrau mit dem Kind (zweites Viertel des 14. Jahrhunderts), Tempera auf Tafel von Meister des Diptychons Sterbini[15]
- Triptychon mit der Madonna mit Kind, Christus an der Säule und Johannes dem Täufer von Francesco di Gentile mit dem Eingriff eines Restaurators aus dem 19. Jh.[16]
- Das Heilige Antlitz (um 1450), Tusche und Tempera auf Pergament, auf eine Tafel montiert, Benozzo Gozzoli zugeschrieben[17]
- Prozessionsstandarte (um 1427), bemaltes Holz, aus einer umbrischen Werkstatt
- Zweiseitiges Prozessionskreuz  (erste Hälfte des 16. Jahrhunderts), Öl auf geformter Holztafel eines umbrischen Meisters[18]
- Madonna mit Kind und den Heiligen Katharina von Alexandrien, Franziskus, Elisabeth von Ungarn, der Seligen  […], Klara und Ludwig IX. König von Frankreich (1516) von Lo Spagna[9]
- Gekreuzigter Christus zwischen Engeln und den Heiligen Leonard, Abt Antonius, Franziskus und Klara (frühes 16. Jahrhundert) von Tiberio d’Assisi[19]

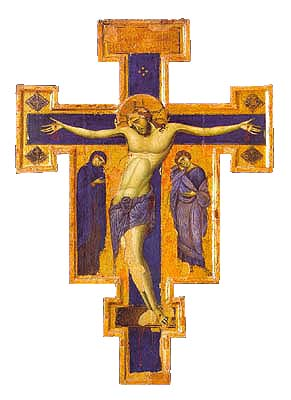
Kreuz vom Meister des blauen Kreuzes (13. Jh.)
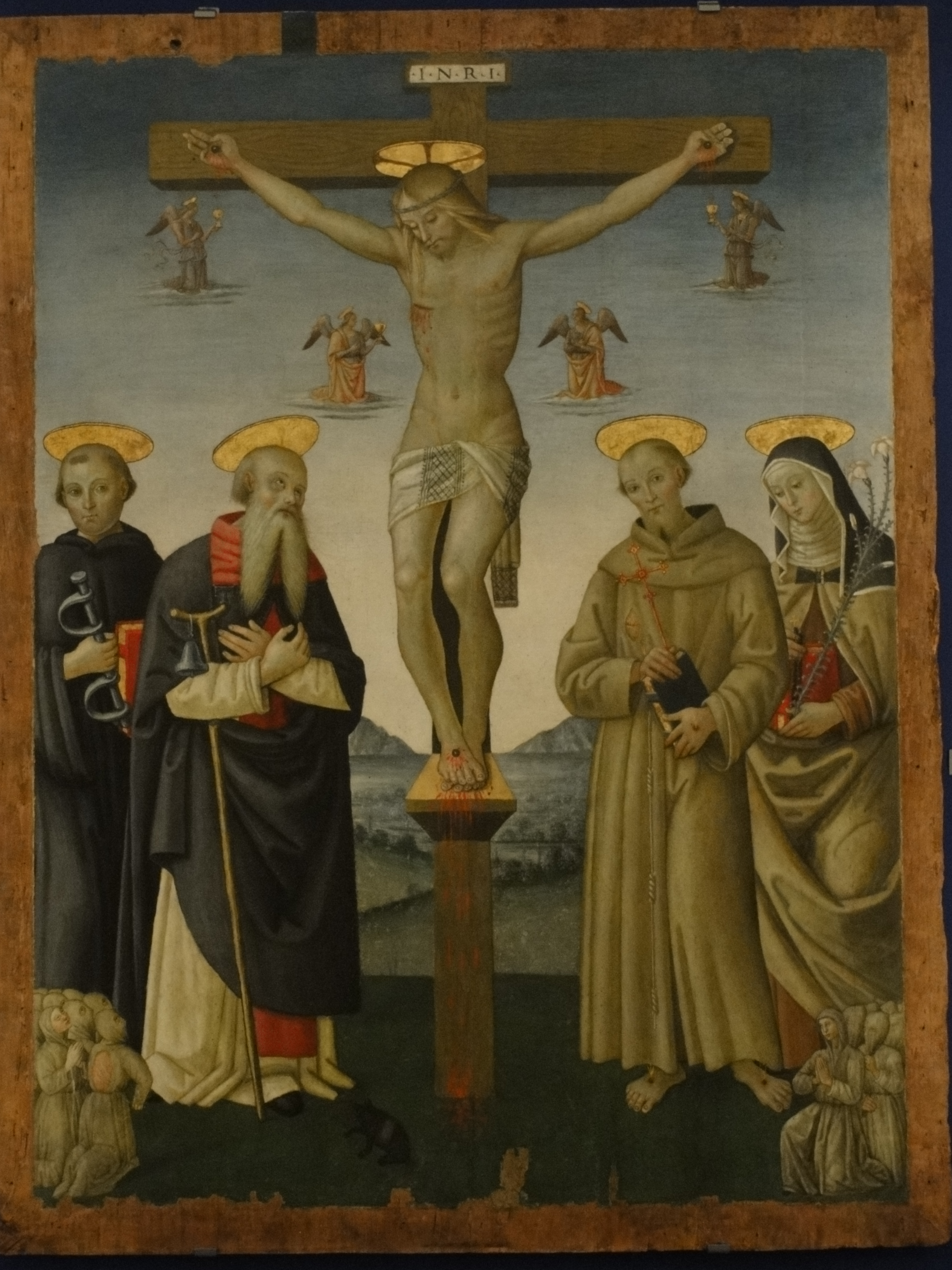
Gekreuzigter Christus zwischen Engeln und den Heiligen Leonard, Abt Antonius, Franziskus und Klara (frühes 16. Jahrhundert) von Tiberio d’Assisi
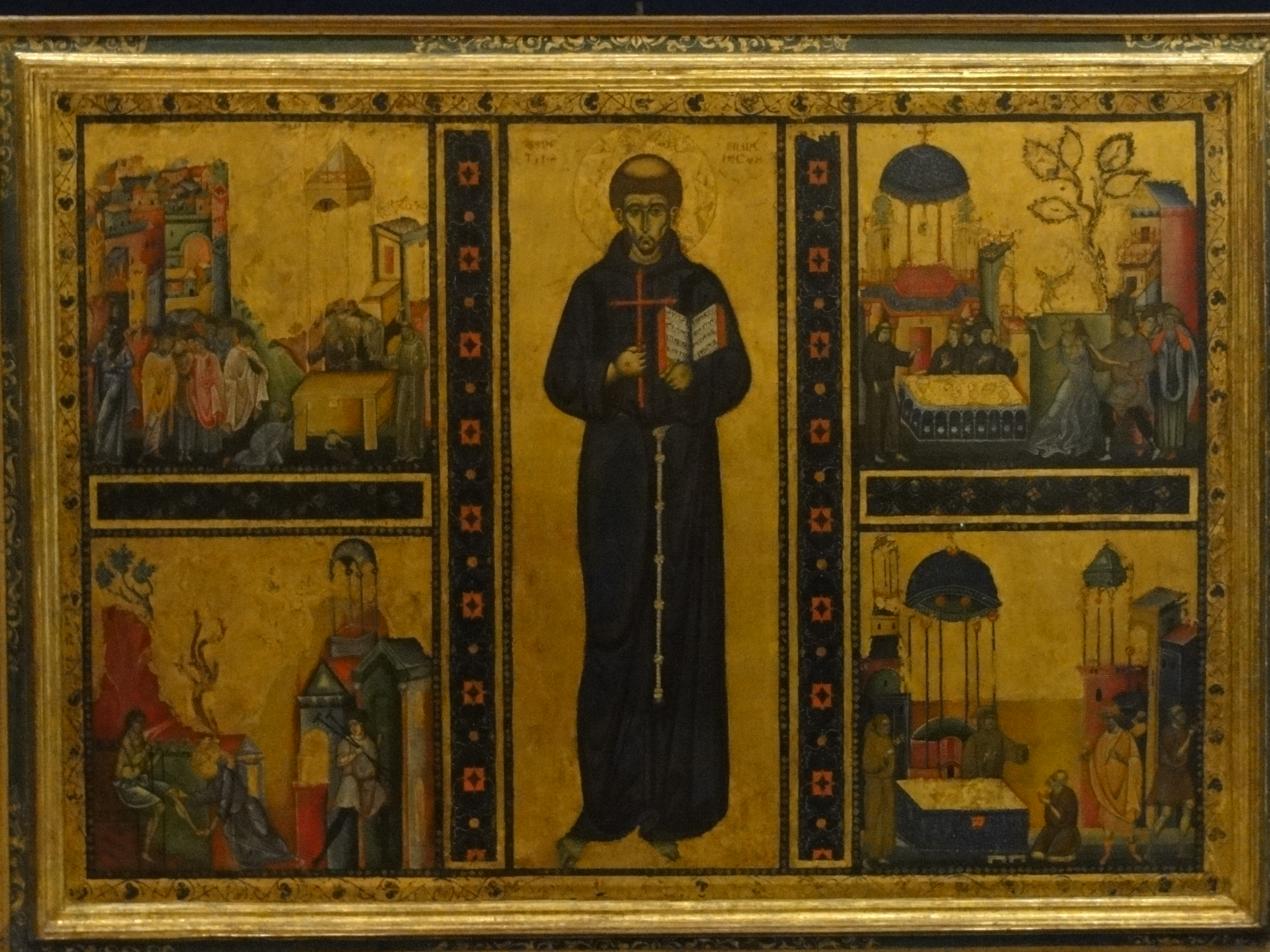
Hl. Franziskus und vier Wunde (zweites Drittel des 13. Jh.) Tafel vom Meister der Schatzkammer des Heiligen Franziskus
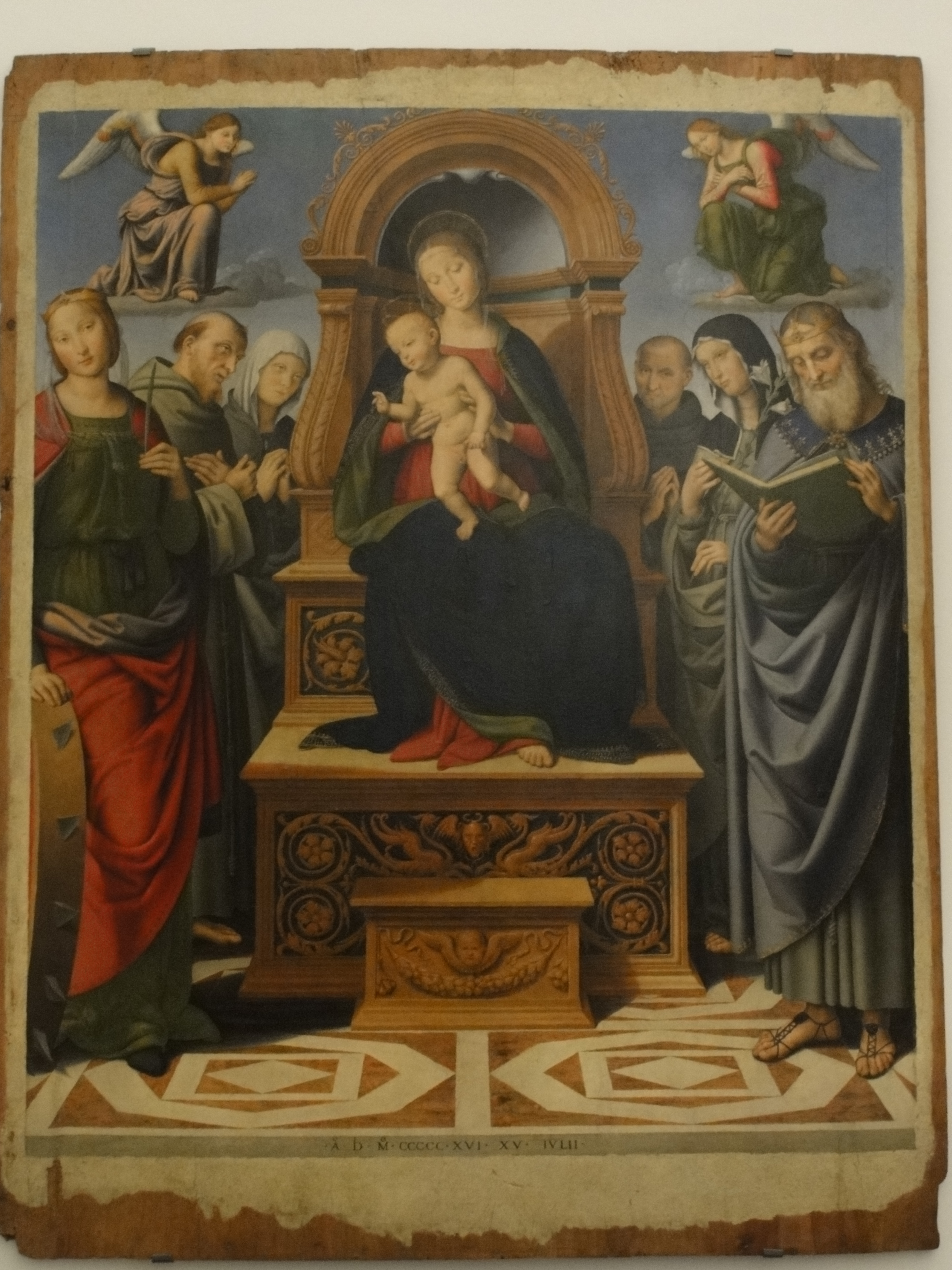
Madonna mit Kind, Engeln und Heiligen  (1516), Tafelgemälde von Giovanni di Pietro, genannt Lo Spagna
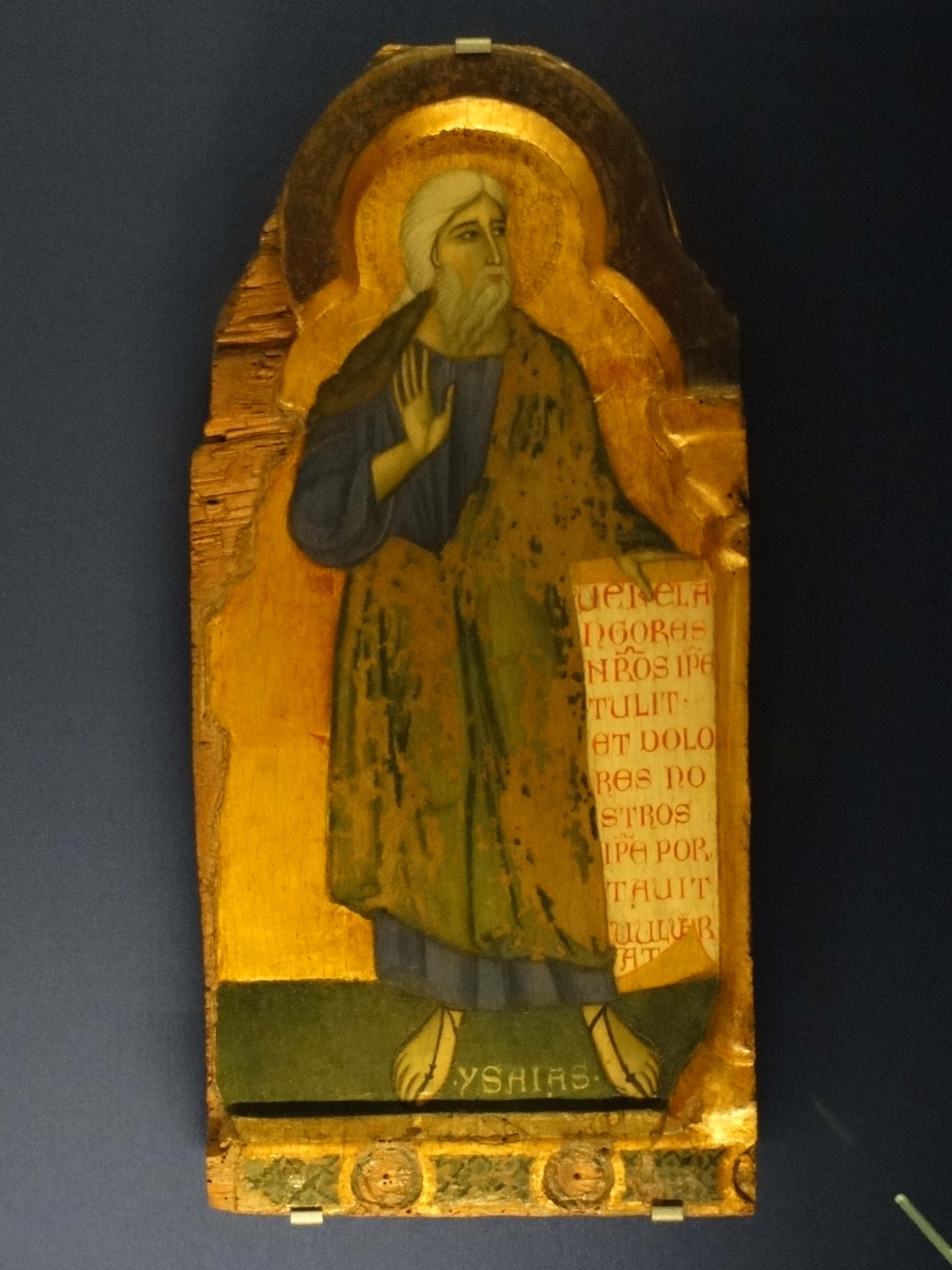
Prophet Jesaja (Drittes Quartal des 13. Jh.)
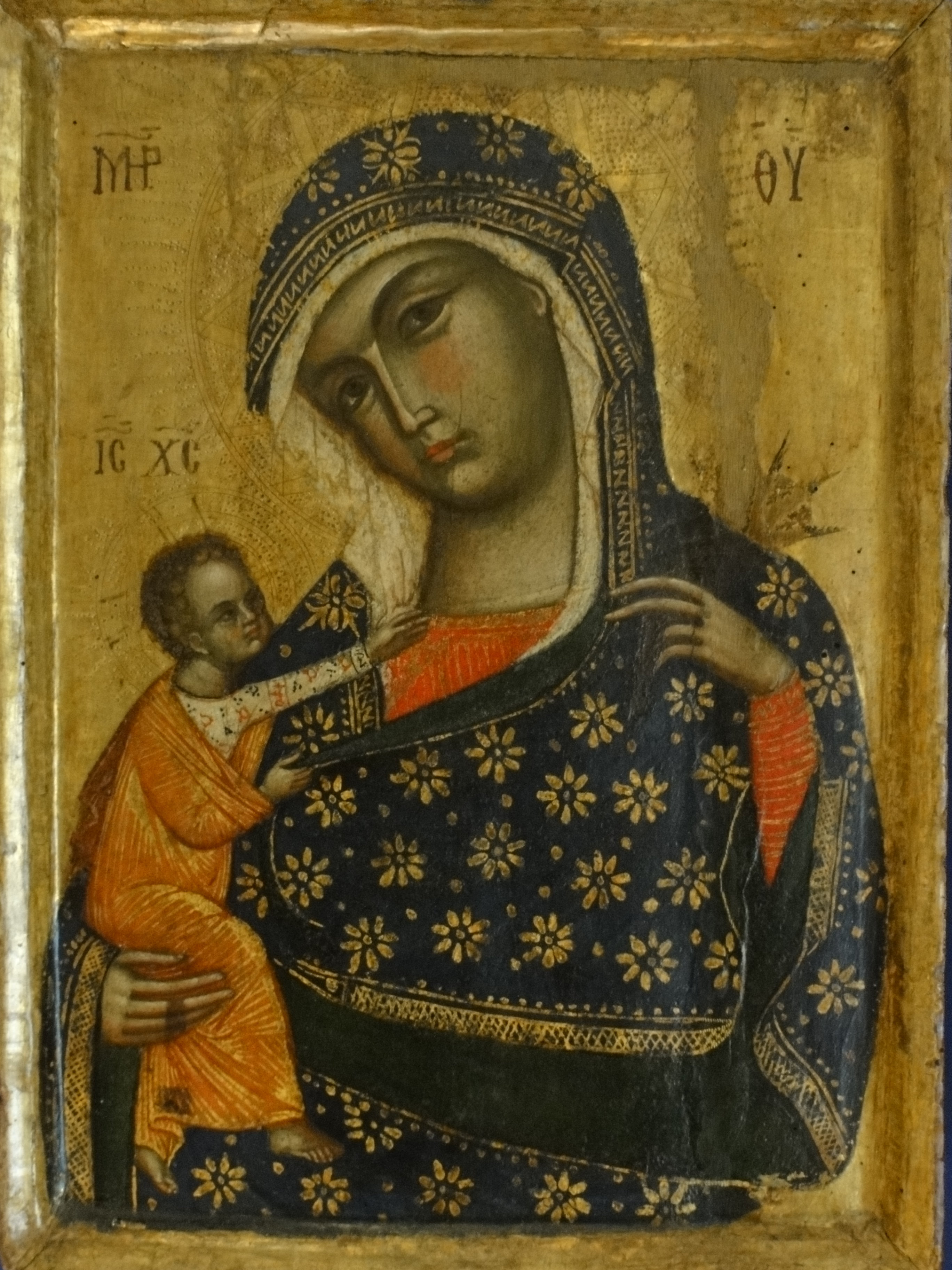
Jungfrau mit Kind (Zweites Quartal des 14. JH.)
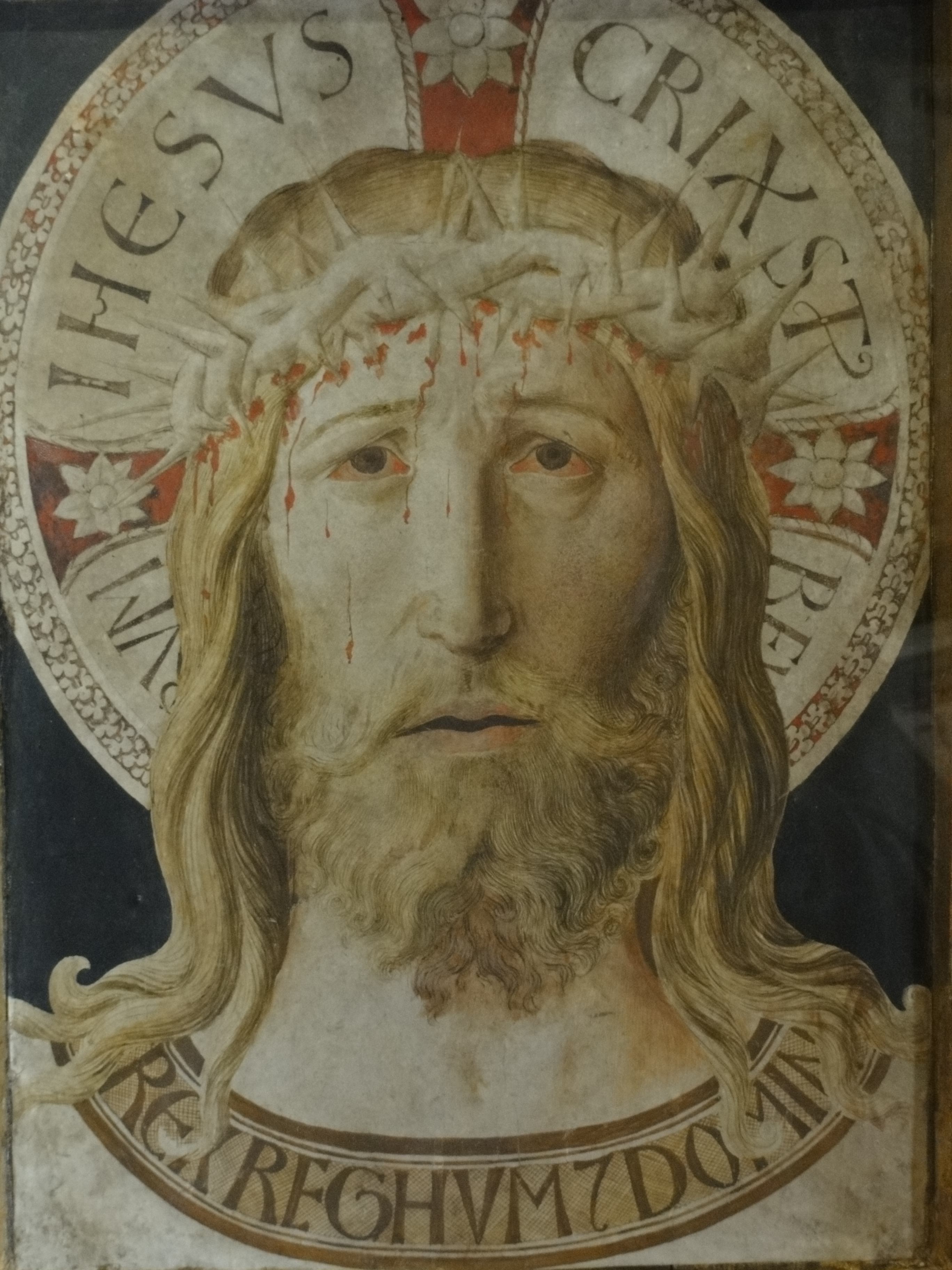
Heiliges Antlitz (um 1450), Tinte und Tempera auf Pergament, auf eine Tafel aufgezogen, Benozzo Gozzoli zugeschrieben

#### Handschriften
- Missale des San Ludovico (Mitte des 13. Jh.) Pergament; französische Textschrift[20]
- Epistolarium (drittes Viertel des 13. Jh.) Pergament; französische Textschrift[21]
- Evangeliar (Mitte des 13. Jh.), Pergament; französische Textschrift[22]

#### Textilien
- Franziskanischer Baum (1471–1482), Wandteppich aus Wolle und Seide aus flämischer Herstellung[23]
- Paliotto von Sixtus IV. (15. Jh.) aus florentinischer Fertigung nach einem Antonio del Pollaiuolo zugeschriebenen Entwurf[10][24]
- Mitra (spätes 16. Jh.), Seide, mehrfarbige Seidenfäden, Edelsteine, Perlen und Silberringe aus toskanischer Herstellung[25]

#### Reliquare
- Reliquie des nahtlosen Gewandes (spätes 13. – frühes 14. Jh.), gegossenes und vergoldetes Silber, geprägt und ziseliert, aus Pariser Produktion[26]
- Reliquiar des Fingers des Heiligen Andreas  (um 1278–1281), vergoldetes, geprägtes und graviertes Silber, Bergkristall, rote Steine (Granate?), römische Herstellung[27]
- Reliquie der heiligen Ursula, ehemals Tunika des heiligen Franziskus (ca. Mitte 13. bis Mitte 14. Jh.), vergoldetes und geprägtes Kupfer, vergoldetes und zerkratztes Glas, Bergkristall und andere Steine, Champlevé-Emaille, umbrische und limousinische Herstellung.[28]
- Reliquiar des Heiligen Dorns (um 1260–1270), Silber, teilweise vergoldet, geprägt, ziseliert und graviert, Bergkristall, Pariser Herstellung[29]
- Reliquiar des Haars der heiligen Katharina (Mitte 14. Jh.), gegossenes, ziseliertes und graviertes Silber, Elfenbein und Perlen, französische Goldschmiedearbeit[30]
- Reliquienschrein aus dem Stein des Heiligen Grabes (13. Jh.) aus umbrisch-venezianischer Werkstatt

#### Kelche
- Kelch von Nikolaus IV. (13. Jh.), vergoldetes Silber, Wachsausschmelzverfahren, geprägt, ziseliert und gestochen, durchscheinende Emaille, von Guccio di Mannaia (dokumentiert von 1291 bis 1318)[31]

#### Skulpturen
- Prozessionskreuz (Mitte 13. Jh.), geprägtes und ziseliertes vergoldetes Kupfer, auf einem Holzkern, aus Umbrien oder Latium[32]
- Madonna mit Kind (13. Jh.), Holz, von einem umbrischen Meister[33]
- Madonna mit Kind (14. Jh.), bemaltes Elfenbein, aus französischer Schule[7]
- Handkreuz  (15. Jh.), geschnitztes Olivenholz, aus byzantinischer Fertigung[34]
- Segenskreuz (14. Jh.), filigranes Holz, Gold und Silber, Emaille, Korallen und Perlen, Halbedelsteine, aus byzantinischer Herstellung (Berg Athos?)[35]

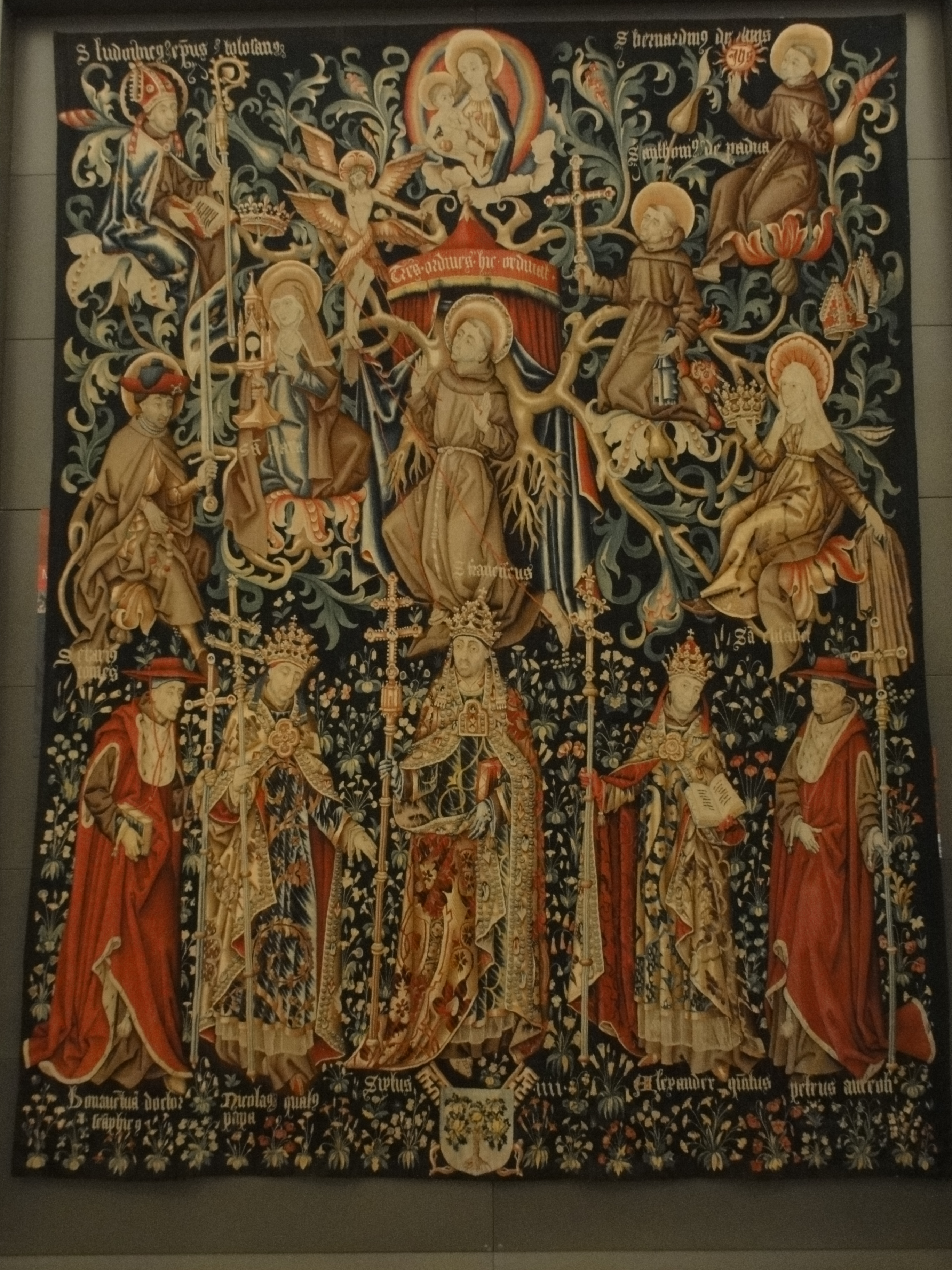
Franziskanischer Baum (1471–1482), Wandteppich aus Wolle und Seide aus flämischer Herstellung
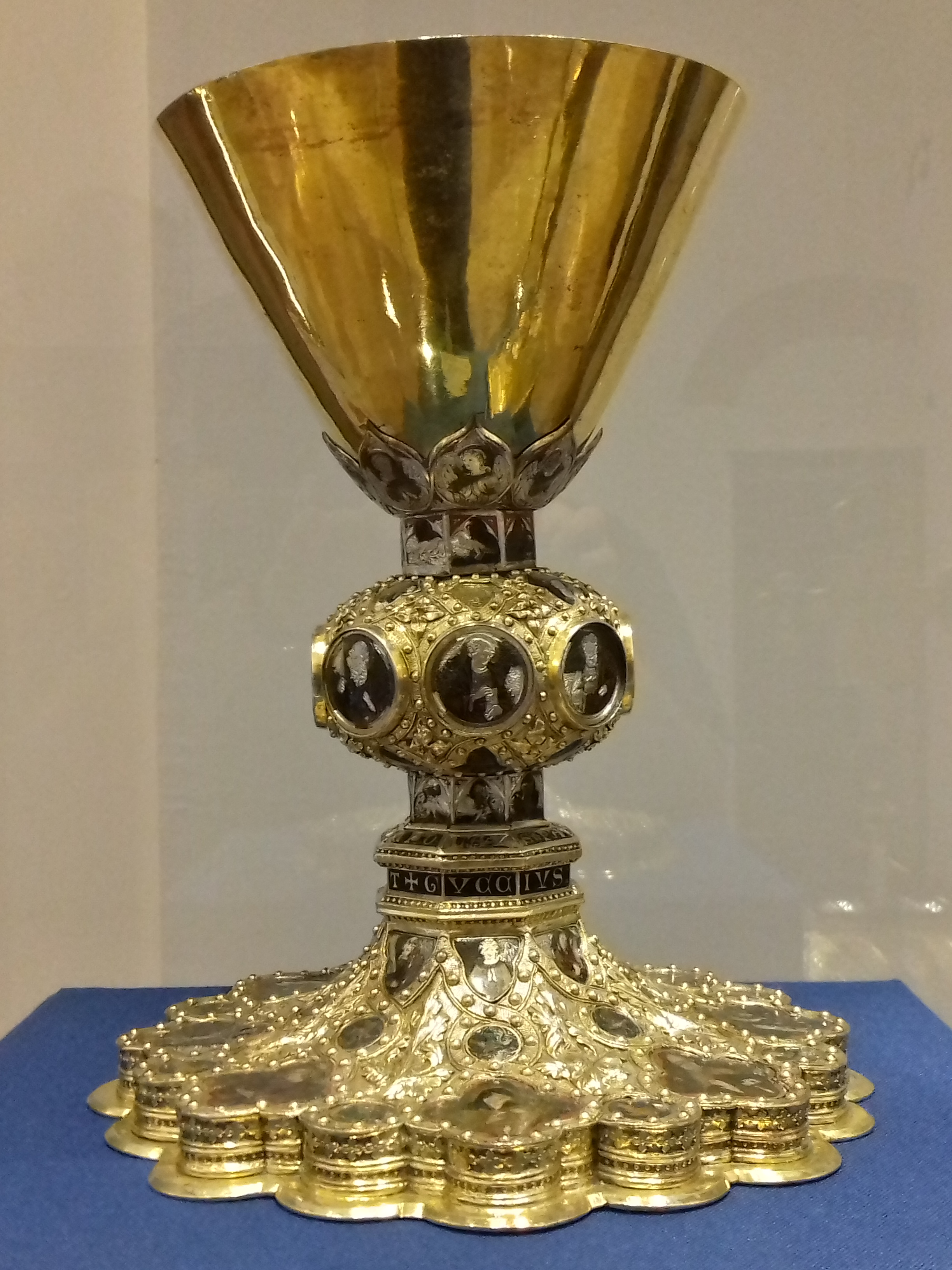
Mit Emaille verzierter Kelch von Guccio della Mannaia, Geschenk von Nikolaus IV.
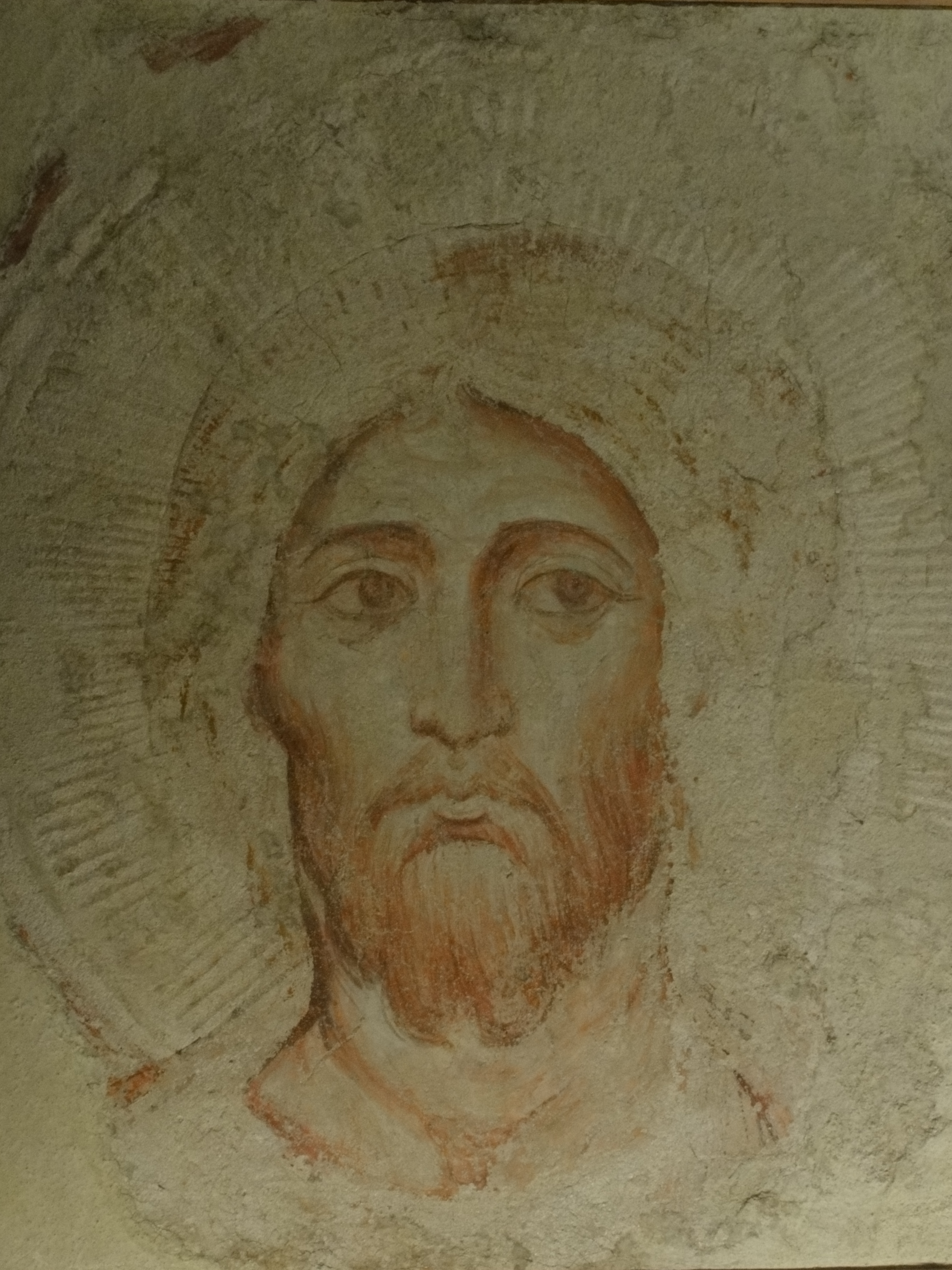
Der Schöpfer (letztes Viertel des 13. Jh., Vorzeichnung (Sinopie)), roter Ton auf Gips, Jacopo Torriti zugeschrieben
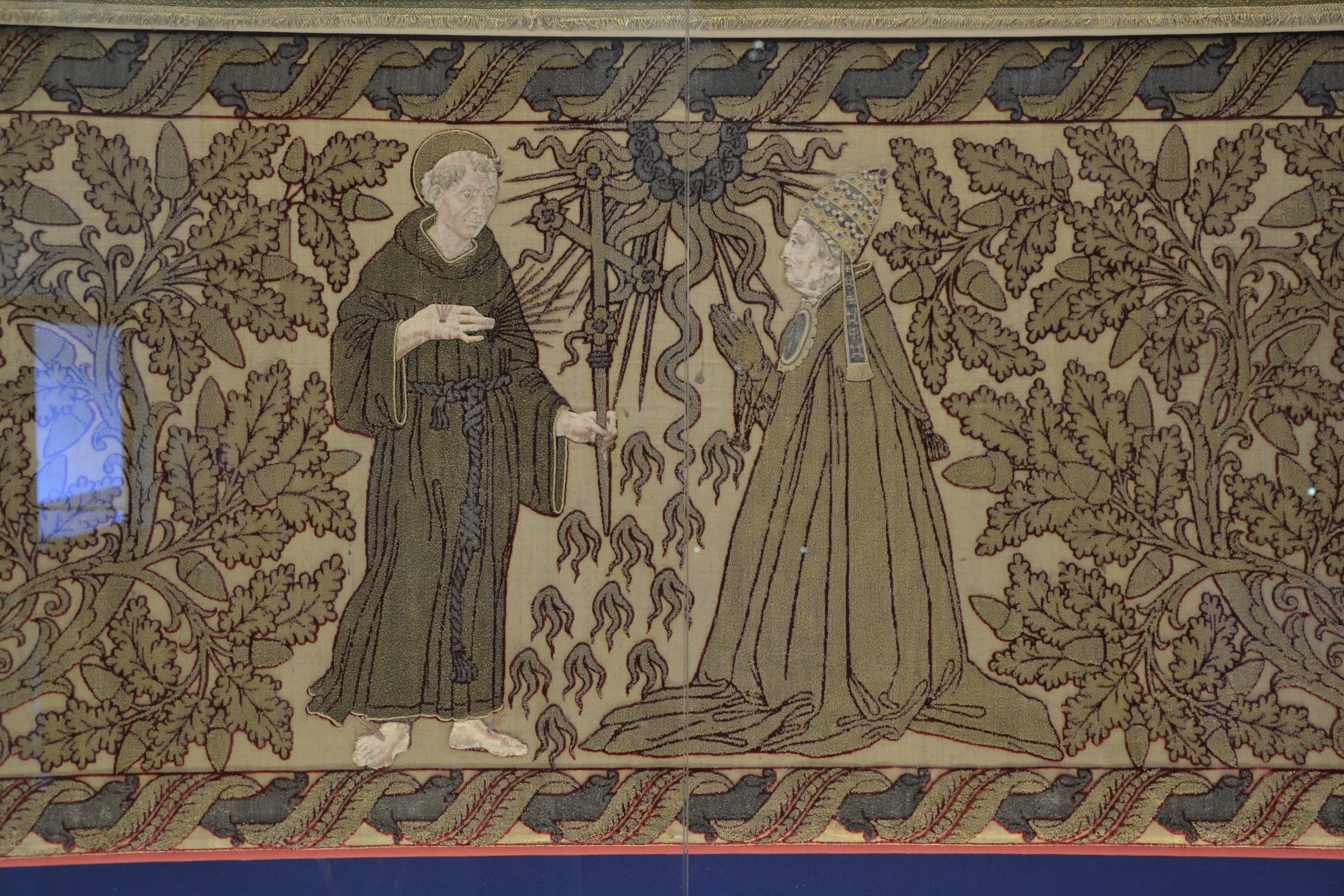
Paliotto von Sixtus IV. (15. Jahrhundert), Antonio del Pollaiolo zugeschrieben
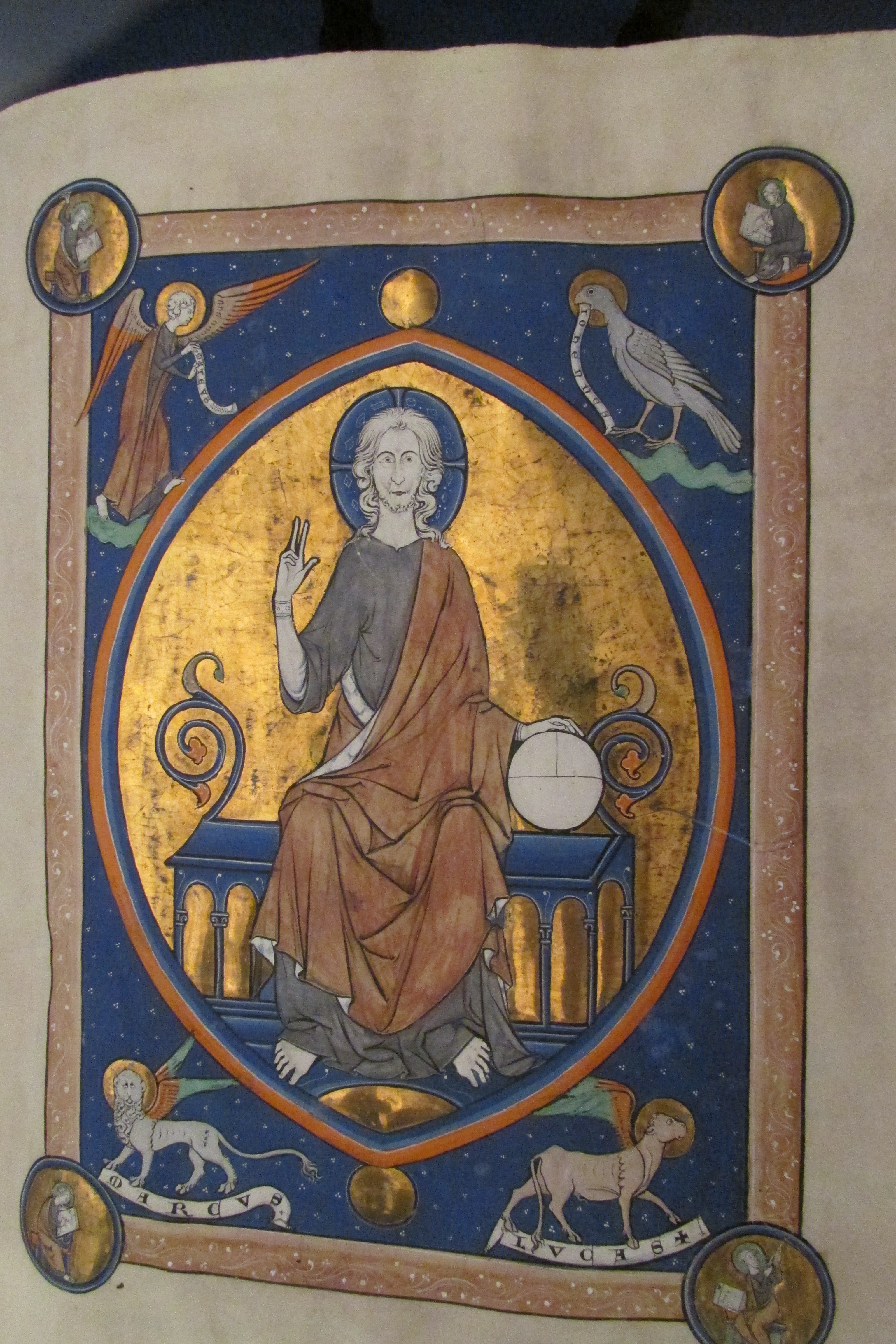
Messbuch
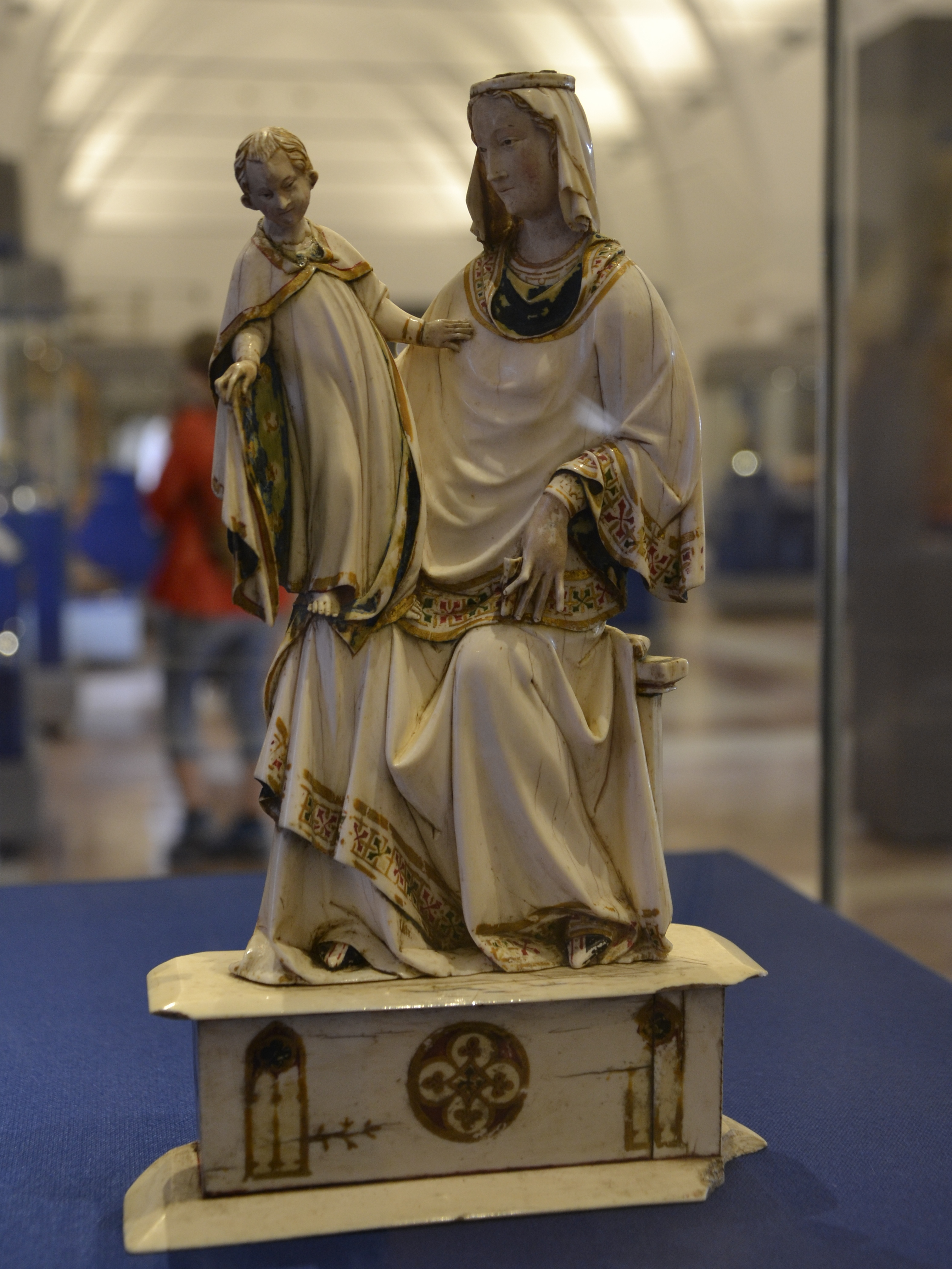
Madonna mit Kind (14. Jh.), bemaltes Elfenbein, französische Schule
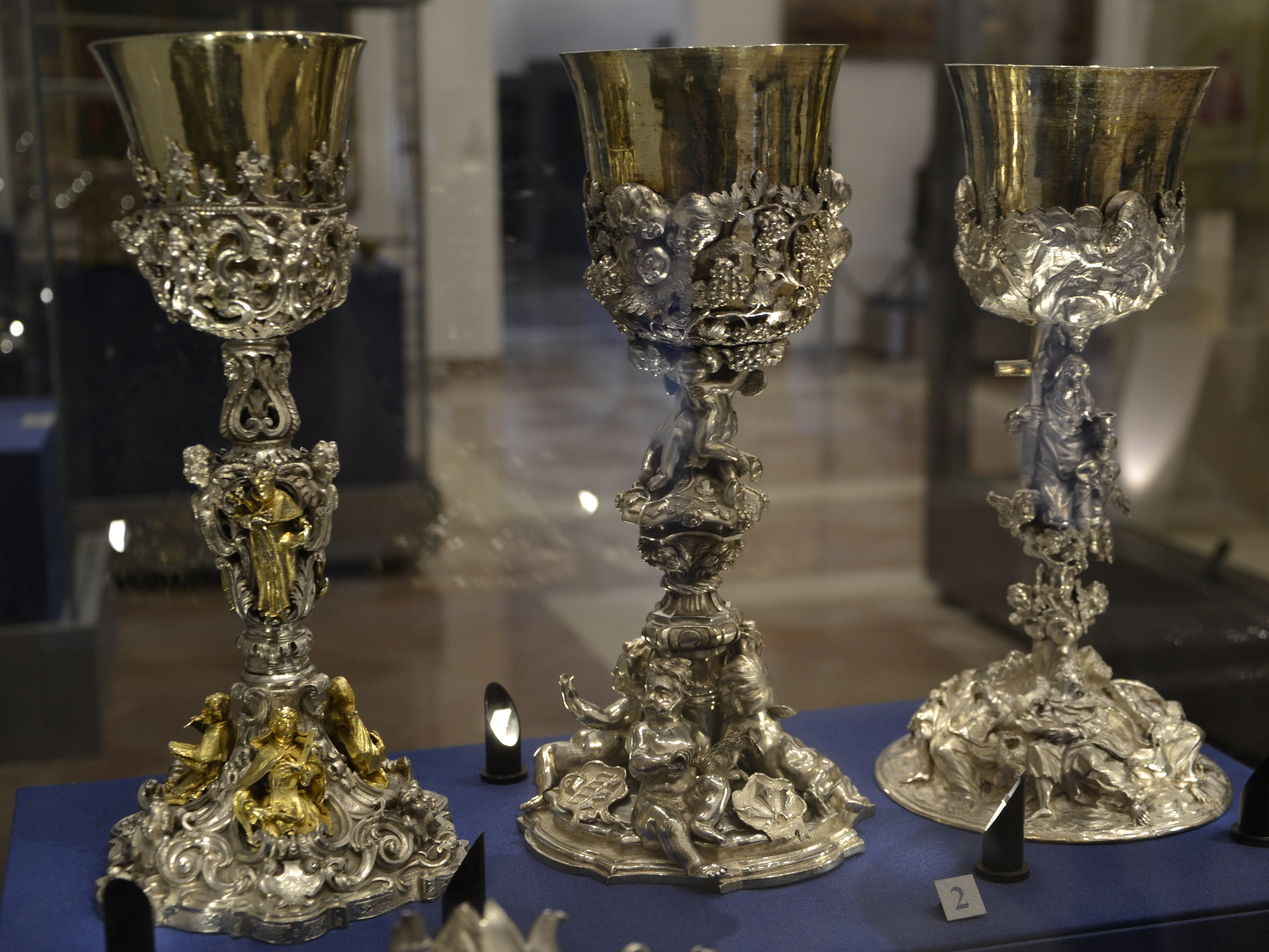
Silberne Kelche aus dem 18. Jh.

### Zweiter Raum: Sammlung Perkins
- Madonna mit Jesuskind (um 1340) von Pietro Lorenzetti
- Madonna mit Jesuskind (14. Jh.)
- Madonna mit Jesuskind und Heiligen (14. Jh.) aus der venezianischen Schule
- Madonna der Demut (14. Jh.) von Giovanni di Nicola da Pisa
- Hl. Lorenz (14.–15. Jh.) vom Meister des Vispo-Kindes
- Die heilige Margareta von Antiochien (14. Jh.) von Pietro Lorenzetti
- Der heilige Paulus von Tarsus (14. Jh.) aus der Schule von Pietro Lorenzetti
- Jesuskind (zweite Hälfte 15. Jh.) von Pier Francesco Fiorentino
- Madonna mit Jesuskindo und Anbeterni (15. Jh.)
- Triptychon (zweite Hälfte 15. Jh.) von Gentile da Fabriano
- Madonna mit Jesuskind und zwei Engeln (um 1423) von Lorenzo Monaco
- Hl. Christophorus (um 1440) von Sassetta
- Hl. Sebastian (Mitte des ersten Jahrzehnts des 16. Jh.) von Ortolano[5]
- Hl. Bernhard (um 1460) von Sano di Pietro
- Madonna mit Kind (erstes Jahrzehnt des 16. Jh.) von Garofalo
- Porträt von Federico und Irene Perkins (erste Hälfte des 20. Jh.), Gemälde von Nicola D’Asnasch (1872–1960)

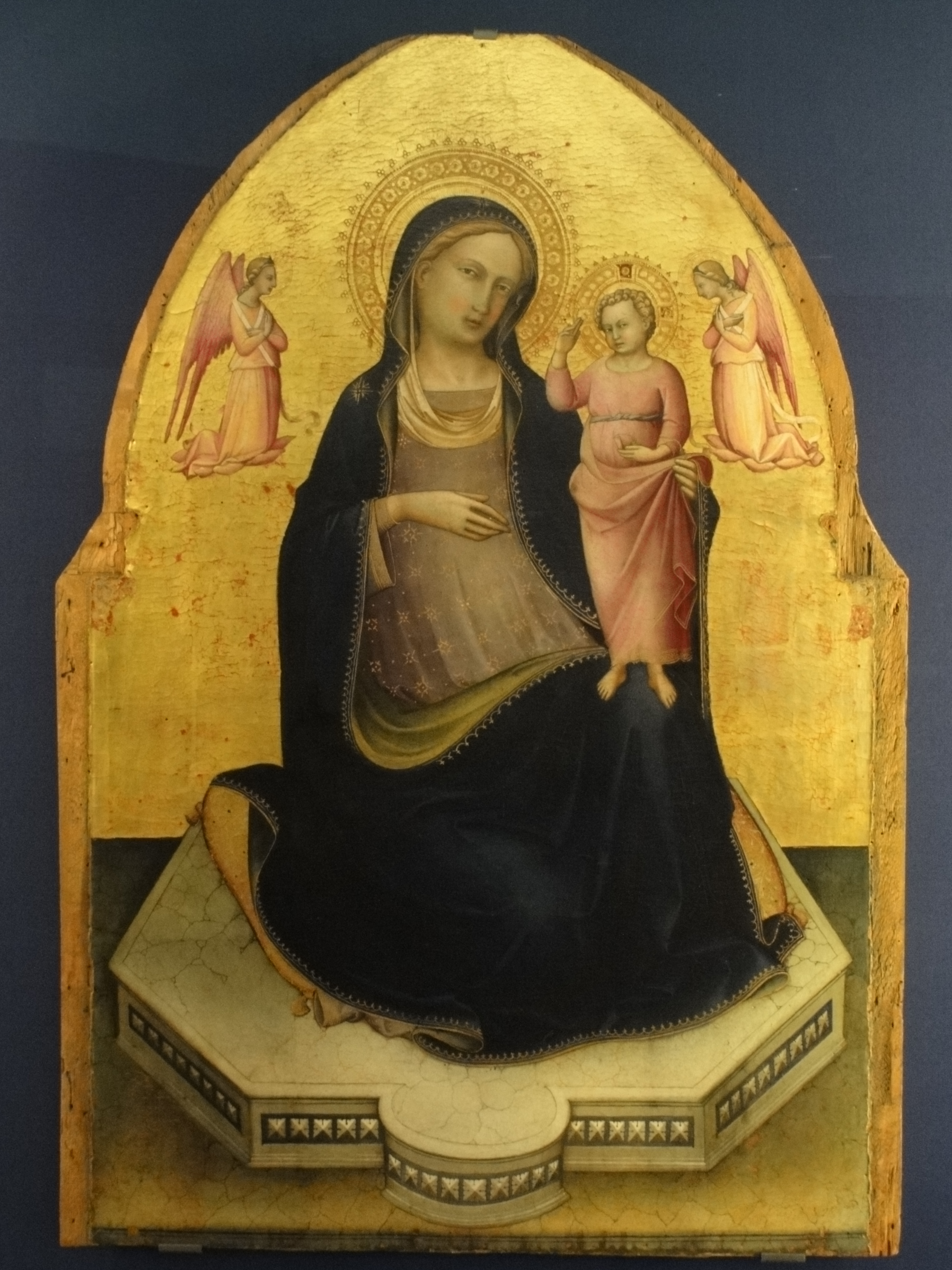
Madonna der Demut (1400), Lorenzo Monaco
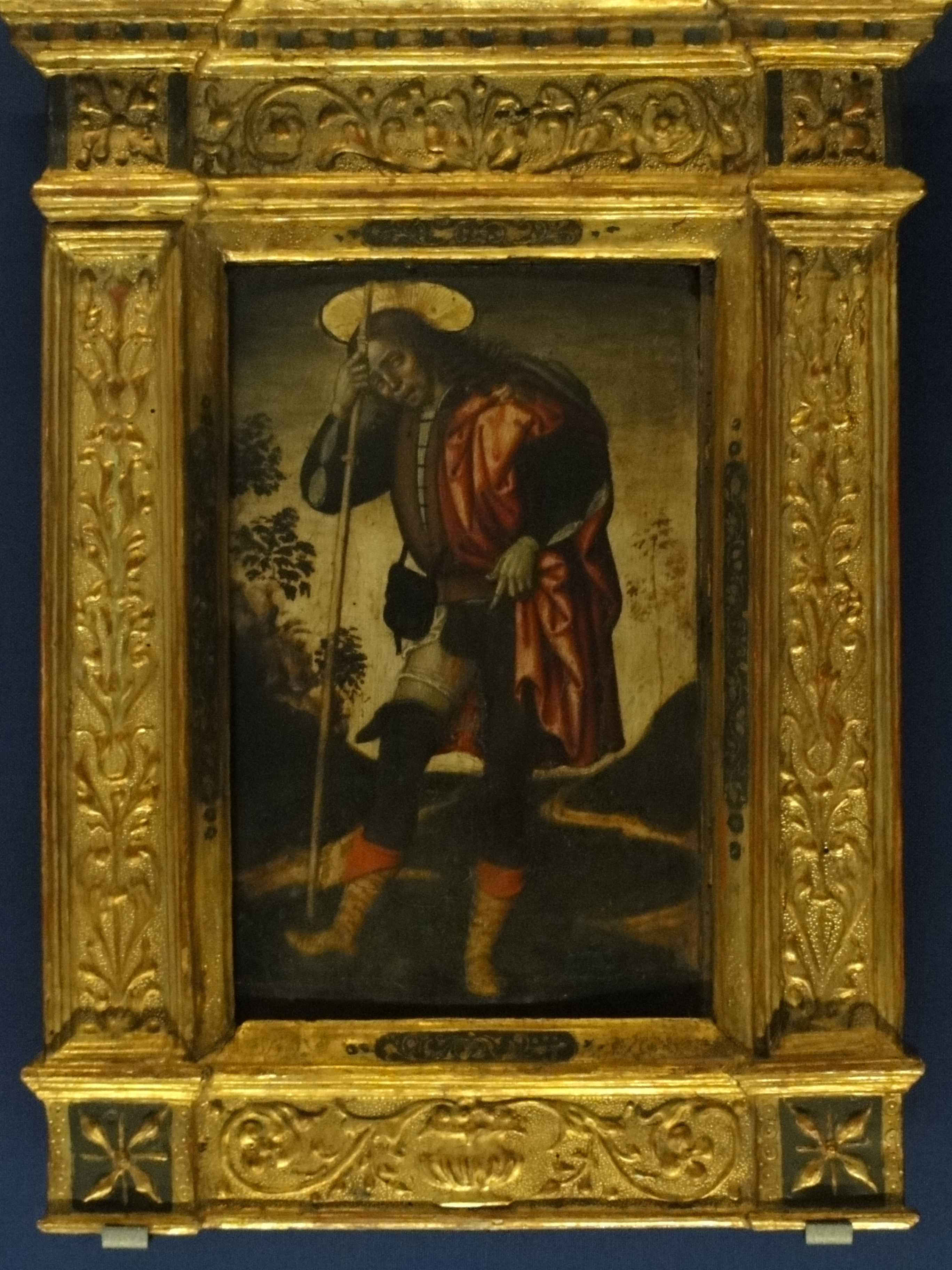
Hl. Rochus, Niccolò Alunno (1430–1502)
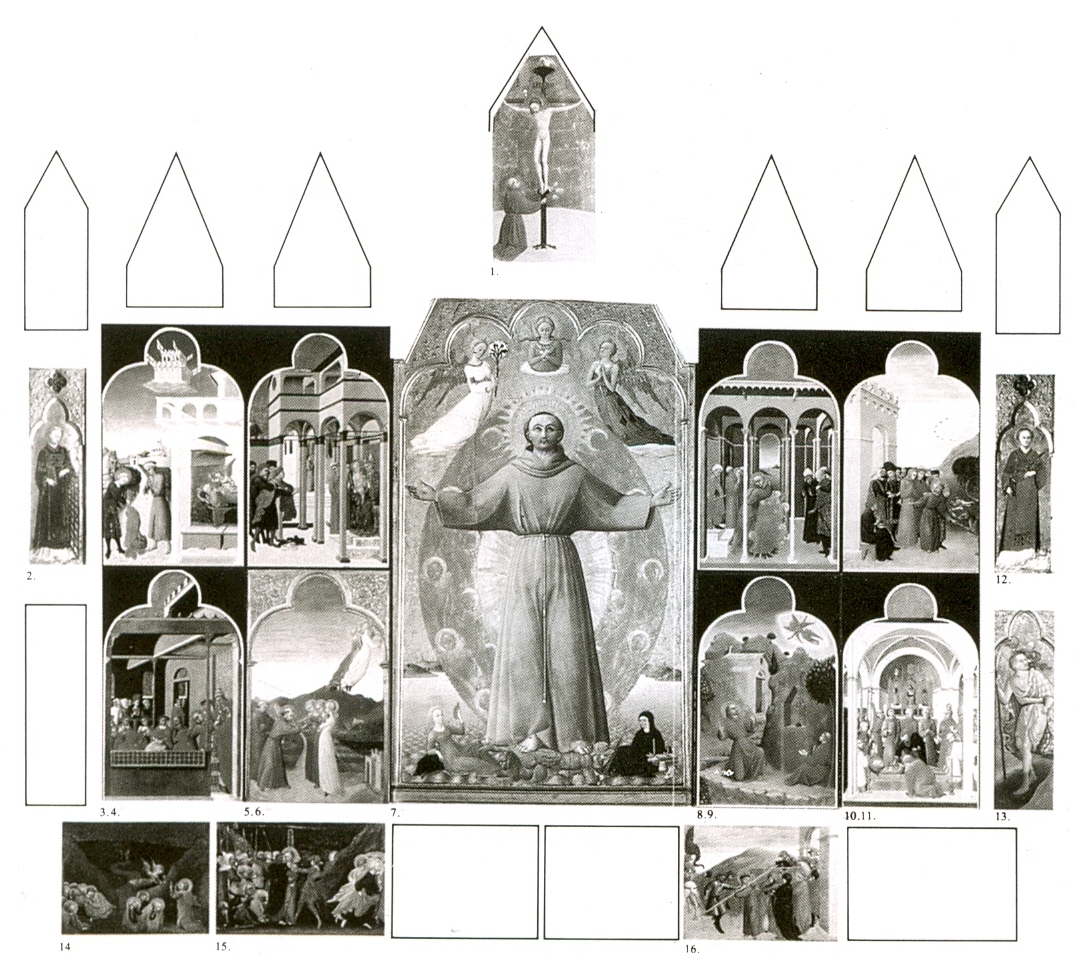
Rekonstruktion des Altarbildes von Sassetta (1437–1444) mit dem „Hl. Christophorus“ (Abb. 13)
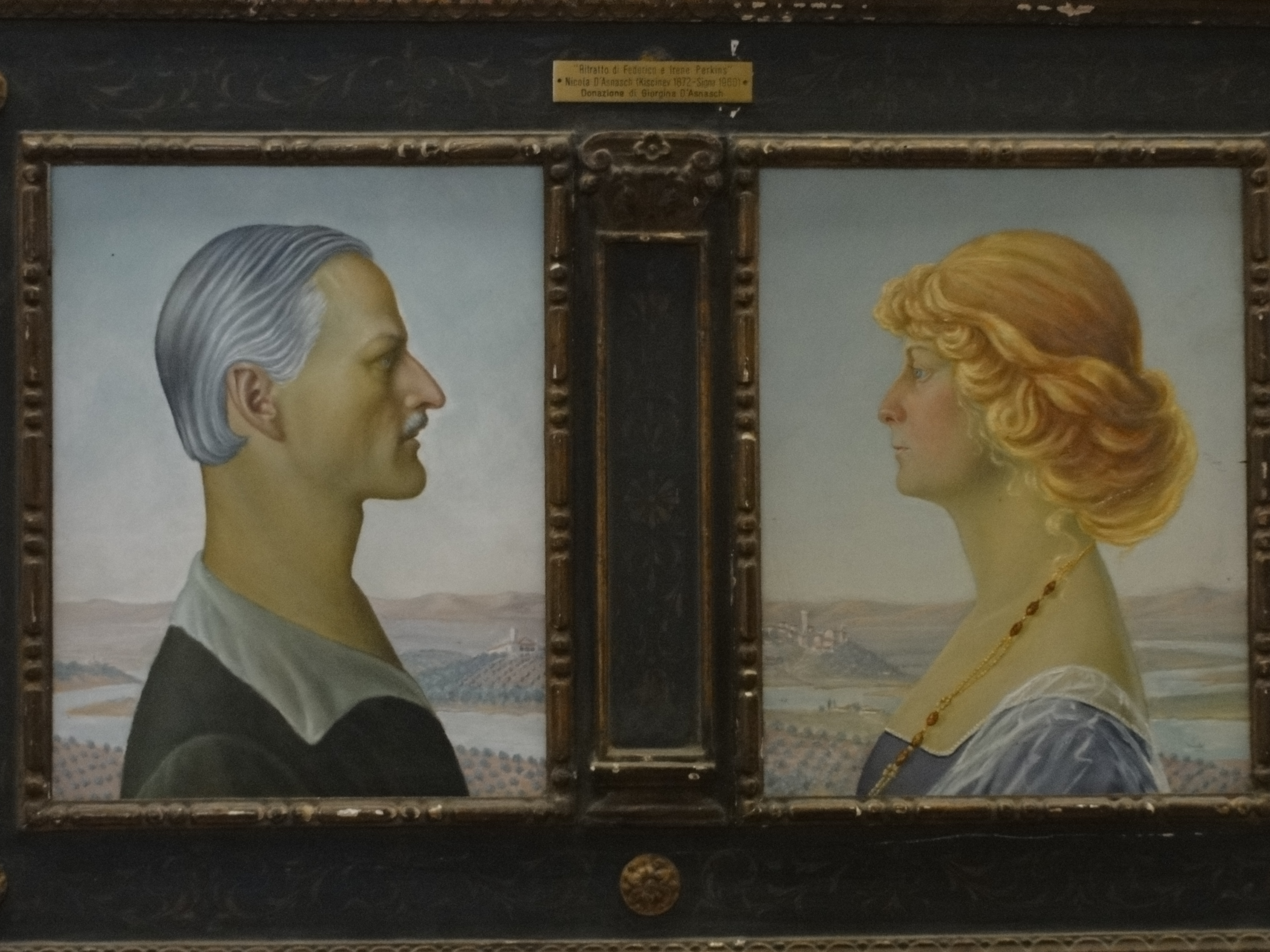
Porträt von Herrn und Frau Perkins (um 1955), Nicola D’Asnasch
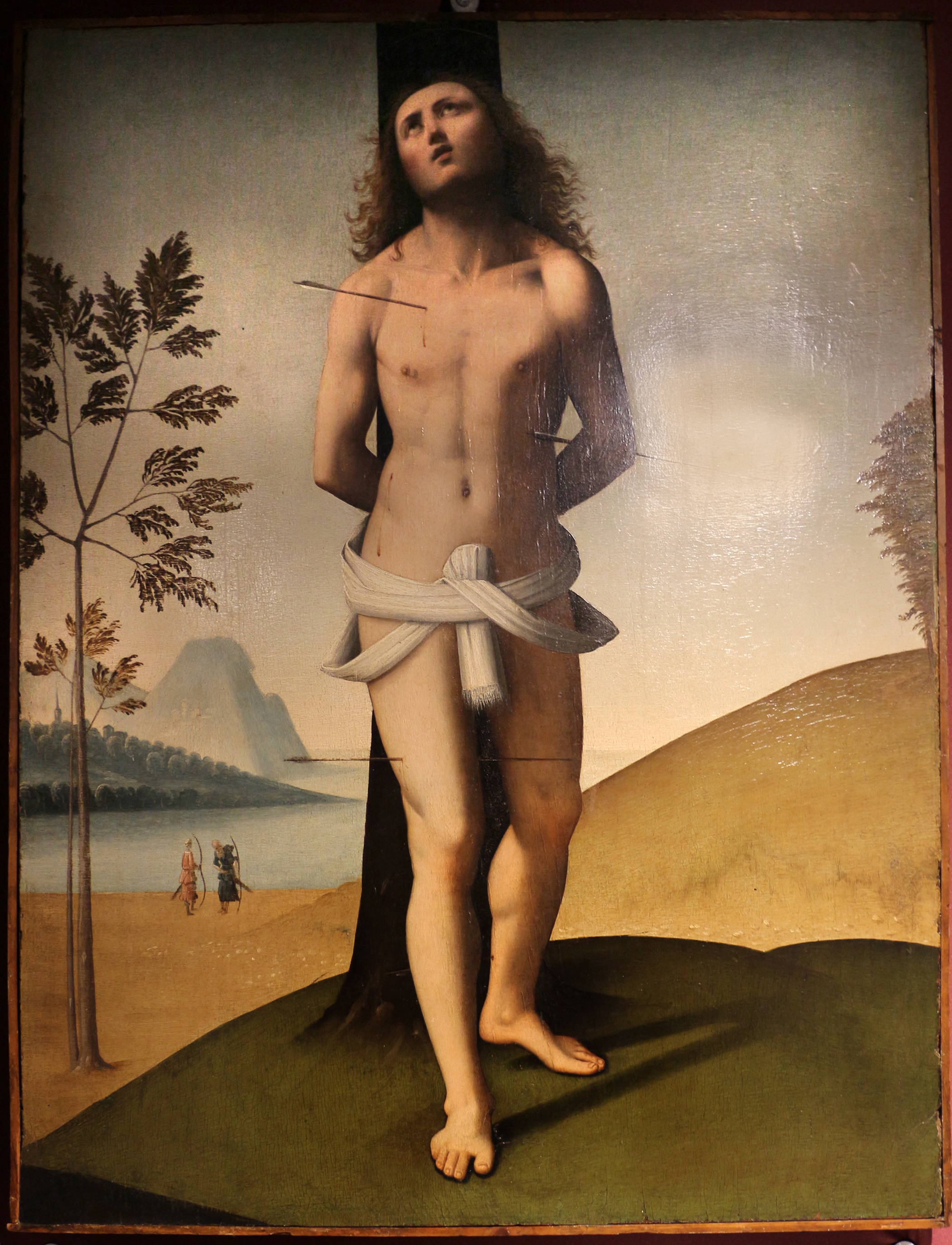
Hl. Sebastian (ca. 1505), Giovanni Battista Benvenuti (L’Ortolano)